# Melitaea zinburgi
Melitaea zinburgi är en fjärilsart som beskrevs av Skala 1907. Melitaea zinburgi ingår i släktet Melitaea och familjen praktfjärilar. Inga underarter finns listade i Catalogue of Life.